# Hauptfriedhof in Hilden

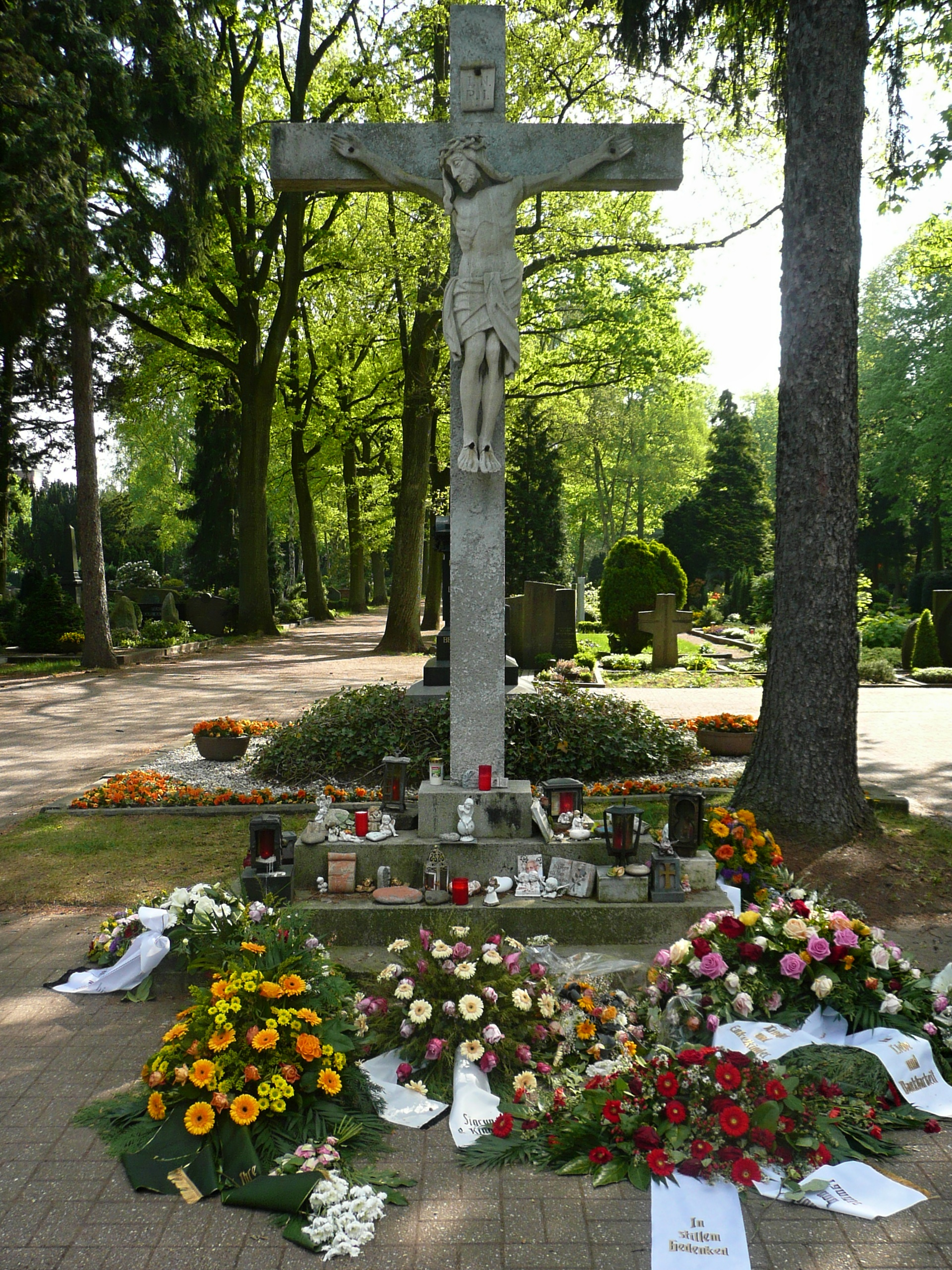
Kreuz zum Gedenken an die anonym Beerdigten

Der Hauptfriedhof in Hilden im Kreis Mettmann ist mit rund 7500 Gräbern auf einer Fläche von etwa 85 000 Quadratmetern der größte Friedhof in Hilden. Sein westlicher Haupteingang liegt an der Kirchhofstraße 61. Sein nördlicher Ausgang führt über die Straße Am Feuerwehrhaus zum Holterhöfchen. Sein östlicher Ausgang führt zur Pungshausstraße. Weiterhin finden in Hilden Bestattungen auf dem Südfriedhof am Ohligser Weg und auf dem Nordfriedhof zwischen Schalbruch, Herderstraße und Westring statt.

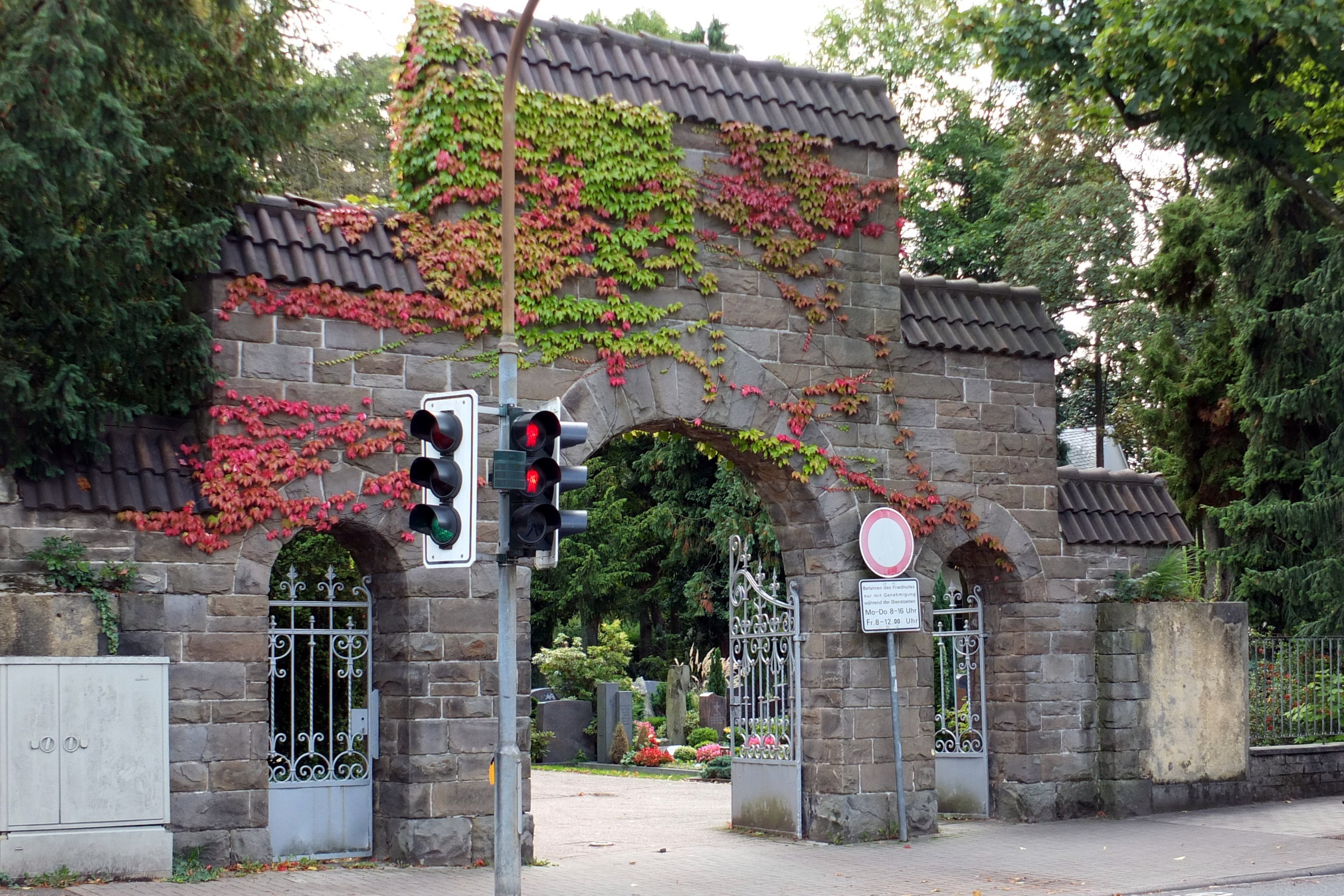
Eingangsportal an der Kirchhofstraße
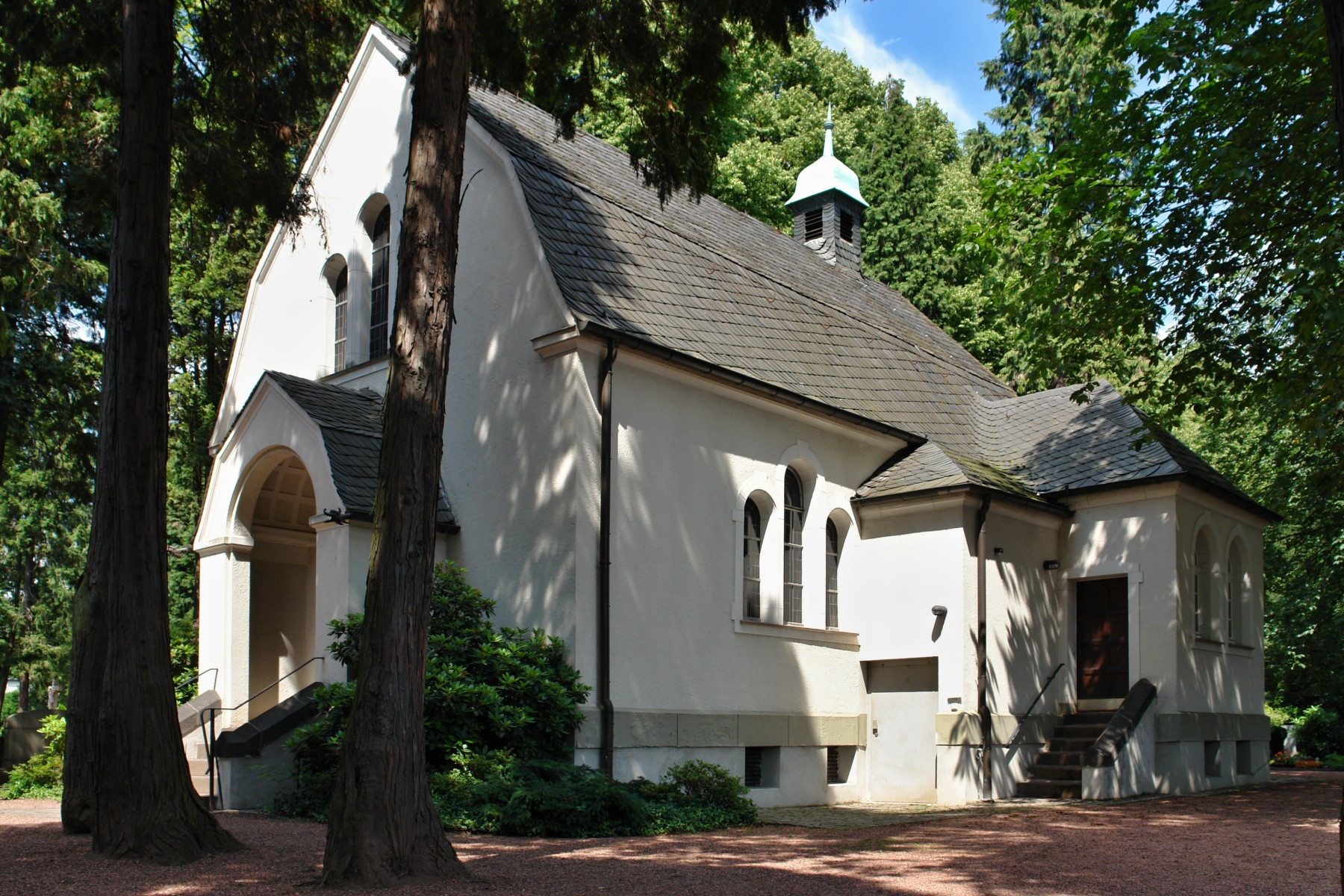
Friedhofskapelle, errichtet 1910

## Geschichte
Der ursprünglich kirchengemeindliche Friedhof des Kölnischen Lehens und Frondorfs Hilden lag direkt östlich der Evangelischen Kirche. Während des 17. bis zum Beginn des 18. Jahrhunderts befand sich zusätzlich im Chorgewölbe der Kirche die Erbbegräbnisstätte der auf Haus Horst (Hilden) ansässigen Mitglieder der Adelsfamilie Schenk von Nideggen, die in dieser Zeit überwiegend dort bestattet wurden.
Während der französischen Besatzungszeit (1798–1814) bestimmte eine Verordnung Napoleons, dass Kirchhöfe wegen der Seuchengefahr außerhalb der Städte anzulegen seien. Die Franzosen sahen eine Gesundheitsgefahr durch „Leichengifte“ oder schädliche „Ausdünstungen“. Dies war notwendig, denn im direkten Einzugsbereich lagen drei Brunnen. Von den Brunnen stehen heute nach Erneuerung noch der In der kleinen und großen Hacken und der in der Tiefgarage nördlich der Reformationskirche als Reservebrunnen bereit.
Deshalb wurde der Friedhof 1807 an den damaligen östlichen Dorfrand verlegt. Er ist seitdem kommunal und interkonfessionell. Der erste Tote, der dort beigesetzt wurde, war der fünfjährige Petrus Heinrich Lampenscherf. Hilden hatte damals ca. 2100 Einwohner.
Im Eingangsbereich liegen die Gräber der Ehrenbürger und ein großer Teil ortsbekannter Persönlichkeiten und Industriellen, die oft in engen Beziehungen zu den umliegenden Großstädten standen. Im südöstlichen Teil liegt das Gräberfeld der im Zweiten Weltkrieg getöteten und das Feld der Urnengräber. Im nördlichen Teil liegt das Gräberfeld der „Zwangsarbeiter“. Im östlichen Teil liegt das Gräberfeld „Ohne Grabpflege“.
Diese Liste gibt einen Überblick über Grabstätten auf dem Hauptfriedhof in Hilden, auf denen besondere Persönlichkeiten bestattet sind oder beschreibungswürdige Grabmale oder Skulpturen aufweisen.
| Foto           | Grabstätte | Beschreibung | Standort Lage NS, EW           | Denkmal |
| -------------- | --- | --- | ------------------------------ | ------- |
| weitere Bilder | Friedhofskapelle | Die Kapelle des Friedhofs wurde 1910 nach dem Ausführungsentwurf des Hildener Stadtbaumeisters Wilhelm Henkel errichtet. In ihrem Turm läutet eine im Jahr 1553 gegossene Bronze-Glocke. Die Glocke mit einem Durchmesser von 34 cm und einem Gewicht von 23 kg stammt ursprünglich aus der Parkkapelle von Preichau (polnisch: Przychowa) in Niederschlesien. Sie war während des Zweiten Weltkriegs nach Westdeutschland gelangt und 1952 weiter nach Freiburg. Danach kam sie als Leihglocke zur Gruftkapelle der Freiherren von Gemmingen in Treschklingen (seit 1971 ein Stadtteil von Bad Rappenau). Mangels eines Turms wurde die Glocke im Freien aufgehängt und im Lauf der Jahre kaum noch genutzt. 1983 bemühte sich Hildens Bürgermeisterin Ellen Wiederhold um die Überlassung der Glocke an die Stadt Hilden, da Hilden eine Patenschaft über den Kreis Wohlau unterhält, zu dem auch Preichau, der Ursprungsort der Glocke, gehört. Der Bitte wurde stattgegeben und Ellen Wiederhold holte die Glocke im September 1983 persönlich nach Hilden, wo sie am 22. Dezember 1983 im Turm der Friedhofskapelle montiert und am 9. Juni 1984 anlässlich eines Wohlauer Regionaltreffens eingeweiht wurde. | 51° 9′ 54,8″ N, 6° 56′ 23,4″ O | 39a     |
|                | Trauernde (1957) von Heinrich Adolfs (1901–1964)                                                                            | In der Nähe der Statue „Die Trauernde“ sind auf dem Ehrenhain 180 gefallene Soldaten unter einfachen Steinplatten bestattet worden. | 51° 9′ 53,7″ N, 6° 56′ 33,1″ O |         |
|                | Ehrengrab für Ehrenbürger Wilhelm Ferdinand Lieven (1839–1902)                                                              | Lieven, als Erbe des Ritterguts Haus Horst in die Stadt gekommen, vererbte der katholischen Gemeinde rund 100.000 Mark für den Bau des katholischen Gemeindehauses (später Reichshof) und der Stadt den Stadtwald. Sein Grabmal wurde vom Architekt Walter Furthmann errichtet. | 51° 9′ 54,7″ N, 6° 56′ 23,5″ O | 39/01   |
| weitere Bilder | Ehrengrab des Ehrenbürgers Fritz Gressard (1839–1923)                                                                       | Das Grab von Fritz Gressard schmückt eine als Bronzerelief ausgeführte Frauenfigur, auf einem steinernen Sessel sitzend. In ihrer linken Hand hält sie eine Mohnkapsel als Symbol für ewigen Schlaf. Mit ihrer rechten Hand stützt sie sich auf eine fünfsaitige Lyra. Hinter ihrem Kopf wird die als zwölfstrahliger Stern dargestellte Sonne umschlungen von einem Ouroboros, Sinnbild für den ewigen Kreislauf des Lebens. Fritz Gressard war ehemaliger Firmenchef der Seidenweberei und Tuchdruckerei Gressard & Co., als Pensionär auch erster Beigeordneter Hildens. Neben Fritz Gressard wurden hier noch beigesetzt: seine Gattin Mathilde Gressard (1851–1925); seine Tochter Else Gressard (1875–1899); deren Verlobter, der Dortmunder Arzt Johann Großbeckes (1870–1902); Frieda Krieger (1878–1958), die jüngere Tochter Gressards; und deren Gatte Friedrich Krieger (1872–1961), Eigentümer der gleichnamigen Großverzinkerei in Hilden. | 51° 9′ 56,7″ N, 6° 56′ 23,7″ O | 39/08   |
| weitere Bilder | Familiengrab der Familie Wiederhold, darunter die Ehrenbürger Walter Wiederhold (1885–1959) u. Ellen Wiederhold (1921–1995) | Das Grabmal der Familie ist das mit Abstand größte Grabmonument des Friedhofs. Eine überlebensgroße in Bronze gegossene Christusfigur mit Kreuz vor schwarzem Marmorhintergund beherrscht die Szene. Die Unternehmerfamilie betrieb die Hermann Wiederhold Lackfabriken an der Düsseldorfer Straße. Ellen Wiederhold war von 1969 bis 1994 Bürgermeisterin der Stadt Hilden. | 51° 9′ 54,5″ N, 6° 56′ 22,7″ O | 39/07   |
|                | Arens, Ludwig († 1915); Arens, Luise († 1949)                                                                               | Kolonialwarenhändler | 51° 9′ 54,4″ N, 6° 56′ 21,9″ O | 39/14   |
|                | Benninghoven, Otto († 1944); Benninghoven, Julie; vom Bovert, geb. Benninghoven, Selma                                      | Otto Benninghoven startete 1909 in Hilden mit einem Betrieb zum Bau von Zahnrädern und Sondermaschinen. Der Einstieg in die industrielle Feuerungstechnik begann in den 1950er Jahren. Im darauf folgenden Jahrzehnt wurde die Asphaltindustrie zunehmend wichtig für das Unternehmen. | 51° 9′ 57,6″ N, 6° 56′ 24,2″ O | 39/25   |
|                | Bergmann, Carl († 1909) | Fabrikant der Reyscher & Bergmann Kattunfabrik und Färberei. Erbauer des heutigen Extrablatt in der Mittelstraße 42. | 51° 9′ 55,9″ N, 6° 56′ 23,9″ O | 39/12   |
|                | Braun, Familie | Gustav Braun (1864–1930) gehörte im Jahr 1904 zu den Gründern des Unternehmens W. Bauermann & Söhne an der Hofstraße in Hilden, das unter anderem Schirmfurnituren und Fahrradteile produzierte. Wilhelm Braun (1896–1952), einziger Sohn von Gustav Braun, übernahm 1923 die Werksleitung. | 51° 9′ 54,8″ N, 6° 56′ 28″ O   |         |
|                | Brüninghaus Artur, Drissner                                                                                                 | Sie waren die Gründer der Stanzerei Brüninghaus & Drissner an der Itterstraße. | 51° 9′ 56,1″ N, 6° 56′ 23,6″ O |         |
| weitere Bilder | Büren, Gustav (1855–1933)                                                                                                   | Das Grab des Ökonomierats Gustav Büren wird von einem tonnenschweren Findling bedeckt. Büren war Landwirt und bewirtschaftete seit 1888 den 1449 erstmals erwähnten Hof zum Hof westlich der Hofstraße. Den dort angebauten Kohl verarbeitete er ab 1896 in der eigenen Sauerkrautfabrik und betrieb zusätzlich noch eine Molkerei sowie eine Ringofen-Ziegelei. Daneben bekleidete er zahlreiche Ämter: Stadtratsmitglied, Beigeordneter, Landtagsmitglied sowie Vorstandsmitglied in Vereinen und Verbänden. An der Straße „Am Zuckerbuckel“ lag einst ein Zuckerrübenfeld des Ökonomierats. Ein weiterer Acker ist heute ein Teil des Hildener Stadtparks. | 51° 9′ 57,4″ N, 6° 56′ 23,7″ O |         |
|                | Clees, Philipp († 1906) | Mehrere Mitglieder der Familie Clees waren in Folge über hundert Jahre Besitzer des Restaurants Kleefer Hof in Hilden. Der Mittelteil des Grabmals erinnert an den im 1. Weltkrieg gefallenen Fritz Clees († 1918). | 51° 9′ 55,6″ N, 6° 56′ 28,1″ O | 39/05   |
| weitere Bilder | Eick-Kerssenbrock, Ulrich                                                                                                   | Ein Flügel schmückt das Grab des Musikers Ulrich Eick-Kerssenbrock (1967–2017). Eick-Kerssenbrock studierte Klavier an der Robert Schumann Hochschule Düsseldorf und Chorleitung an der Landesmusikakademie NRW. Nach der Leitung von Chören und Orchestern im Raum Duisburg kam er 2007 nach Solingen als Leiter des Jugendsinfonieorchesters. Neben Auftritten als Solopianist leitete er dann bis zu seinem Tod in Personalunion die Musikschule Solingen und die Zentralstelle Chorgesang, ebenfalls mit Sitz in Solingen, die sich weltweit mit dem deutschsprachigen Chorgesang befasst. | 51° 9′ 54″ N, 6° 56′ 38″ O     |         |
| weitere Bilder | Ellenbeck, Heinrich (1864–1945)                                                                                             | Grabobelisk Sanitätsrat Ellenbeck, weitere Inschriften: Maria Ellenbeck, geb. Börner (1867–1893), Maria Ellenbeck (1893–1919) u. Heinz Ellenbeck (1910–1914). Nach seiner Zeit in Afrika, war Ellenbeck der erste Kinderarzt in Hilden. | 51° 9′ 58,8″ N, 6° 56′ 32,8″ O |         |
|                | Engstfeld, Albert | Nach Aufenthalten in Belgien und den Niederlanden lebte der an der Kunstakademie Düsseldorf ausgebildete Maler Albert Engstfeld (1876–1956) ab 1919 bis zu seinem Tod in Hilden. | 51° 9′ 56″ N, 6° 56′ 31,8″ O   |         |
|                | Felder, Fritz († 1896) | Architekt, Bauunternehmer, Ziegeleibesitzer mit Ringziegelofen | 51° 9′ 56,6″ N, 6° 56′ 23,7″ O | 39/02   |
|                | Franke, Familie | Der in Haan geborene und in Hilden aufgewachsene Schriftsteller Manfred Franke (1930–2020) wurde besonders durch seine intensive Beschäftigung mit dem „Schinderhannes“ bekannt, über den er auch promovierte. | 51° 9′ 56,8″ N, 6° 56′ 24,6″ O |         |
|                | Furthmann, Familie: Furthmann, Hedwig († 1916), Furthmann, Paul († 1947), Furthmann, Maria († 1976)                         | Der Architekt Walter Furthmann wurde 1873 in Hilden geboren. Er hat viel in Hilden gebaut: das imposante historische Rathaus (heute Bürgerhaus Mittelstraße 40), das Verwaltungsgebäude des Textilunternehmens Kampf & Spindler (heute Hotel am Stadtpark), das Haus Kirchhofstraße 73 (früher Turm-Apotheke). das Doppelhaus Heiligenstraße 21/23. Furthmann wurde zum Hausarchitekten des Unternehmers Fritz Henkel und starb 1945 in Düsseldorf. Das Grab seiner Familie liegt auf dem Hildener Hauptfriedhof (rechts vom Haupteingang). Er selbst ist in Düsseldorf-Kaiserswerth begraben. | 51° 9′ 54,3″ N, 6° 56′ 21,7″ O | 39/15   |
|                | Gerwien Gustav († 1901), Schäffler                                                                                          | Hersteller von Metallprodukten und den ersten Baumaschinen in Deutschland an der Walder Straße. | 51° 9′ 54,8″ N, 6° 56′ 23,1″ O | 39/21   |
|                | Gottschalk, Gustav († 1891) u. Familie                                                                                      | Betreiber der Gottschalks Mehl- und Farbextrakt-Mühle, Likörfabrikant | 51° 9′ 55,4″ N, 6° 56′ 22,7″ O | 39/18   |
|                | Herminghaus, Carl († 1917)                                                                                                  | Friedrich Wilhelm Herminghaus, Vater der Brüder Carl und Wilhelm Herminghaus, erwarb 1885 sämtliche Anteile der Seidenweberei Gressard, die dann von den beiden Brüdern weitergeführt wurde. Hier bestattet: Carl Herminghaus (1859–1917) und dessen Gattin Luise, geb. Weddigen (1866–1940) | 51° 9′ 55,5″ N, 6° 56′ 32,1″ O | 39/24   |
|                | Jüntgen, Otto († 1899) | Fabrikbesitzer der Gerberei Jüntgen am südlichen Teil der Mettmanner Straße, der später in „Am Rathaus“ umbenannt wurde | 51° 9′ 55,4″ N, 6° 56′ 22″ O   |         |
|                | Keller, Emil (1850–1903) | Gründer und Teilhaber der Metallwaren- und Besteckfabrik Heimendahl & Keller in Hilden. | 51° 9′ 56,9″ N, 6° 56′ 23,8″ O | 39/20   |
| weitere Bilder | Klemens, Hermann (12. August 1900 – 7. Juli 1933)                                                                           | Der Kommunist Hermann Klemens war das erste Opfer der Nationalsozialisten in Hilden. Am 18. März 2006 verlegte der Künstler Gunter Demnig zur Erinnerung an Hermann Klemens einen Stolperstein an dessen letzter Wohnadresse in Hilden. | 51° 9′ 55″ N, 6° 56′ 32,5″ O   |         |
|                | Köster, Familie | Reinhard Köster (18. April 1923 – 18. August 2010) war Studiendirektor, seine Frau Helma (28. Mai 1926 – 29. Dezember 2017) führte über viele Jahre eine Kunstgalerie an der Schulstraße. | 51° 9′ 57,4″ N, 6° 56′ 22,3″ O |         |
|                | Korff, Wilhelm | Der Katholik Wilhelm Korff (1926–2019), in Hilden geboren, aufgewachsen und zur Schule gegangen, empfing 1952 die Priesterweihe und war danach 21 Jahre als Seelsorger tätig. Nach seiner Habilitation an der Friedrich-Wilhelms-Universität Bonn lehrte der Sozialethiker von 1973 bis 1993 an der Eberhard Karls Universität Tübingen und der Ludwig-Maximilians-Universität München. Seine letzte Ruhestätte fand er in unmittelbarer Nachbarschaft der evangelischen Priesterkollegen seiner Heimatstadt. | 51° 9′ 57,7″ N, 6° 56′ 21,8″ O |         |
|                | Gedenkstein der gefallenen Schützenbrüder                                                                                   | Gedenkstein für die im Ersten Weltkrieg gefallenen Schützenbrüder des St. Sebastianus-Schützenverein e. V. Hilden. | 51° 9′ 53,2″ N, 6° 56′ 28,3″ O |         |
|                | Gedenkstein für die Toten des Kreises Wohlau                                                                                | Der Gedenkstein für Toten des Kreises Wohlau (Niederschlesien) wurde während eines Patentreffens am 1. Juni 1974 feierlich enthüllt. | 51° 9′ 53,8″ N, 6° 56′ 33,4″ O |         |
|                | Kriegsgräber | Auf dem Kriegsgräberfeld sind 230 gefallene Soldaten des Zweiten Weltkrieges und 23 Zivilisten bestattet, die bei den Bombeneinschlägen 1942–1944 in Hilden z. B. in der Schulstraße (damals Norkusstraße) ums Leben kamen. Bomber, die ihre Last nicht über Essen abgeworfen hatten, ließen sie als Notabwurf über Hilden nieder. | 51° 9′ 53,2″ N, 6° 56′ 33,6″ O | 39c     |
|                | Kriegsgräber | Allein am Tag des Einmarsches der US-Truppen am 16. April 1945 starben noch dreißig Personen. | 51° 9′ 53,8″ N, 6° 56′ 31,9″ O | 39c     |
|                | Nacke-Vogelsang | Fabrikant von Druckwalzen für den Textildruck |                                |         |
|                | Nebel Carl-Jakob (1831–1893) Nebel Auguste (1843–1917)                                                                      | Der Bauunternehmer Carl Nebel und seine Söhne die Architekten Friedrich, Otto bauten die Innenstadt von Hilden um. Unten waren Geschäftsräume, darüber Wohnräume. Sie wohnten In der kleinen und großen Hacken neben der Reformationskirche (Hilden). Sie bauten u. a. das Bürgerhaus, Altes Rathaus in Hilden, die St.-Jacobus-Kirche (Hilden) (1872–1882), das Alte Postamt. Sein Sohn Ernst Paul Nebel war Bildhauer und schuf die Bronze-Büste seines Vaters auf dessen Grab. | 51° 9′ 55,9″ N, 6° 56′ 24,2″ O | 39/06   |
| weitere Bilder | Niepenberg, Heinrich | Die Benennung des Grabobelisken bezieht sich auf Wilhelm Heinrich Niepenberg (1813–1874), langjähriges Mitglied des Hildener Gemeinderats und Landwirt am Wohnplatz Oerkhaus mit eigenen Ackerflächen in Hilden und Richrath. Mit seiner Frau Anna Catharina (* 1816) hatte er 6 Kinder. Sohn Emil (* 1849) führte später die elterliche Landwirtschaft weiter. Hier bestattet sind die Geschwister Alfred (1856–1923) und Hulda Albertine Niepenberg (1860–1924). Alfred Niepenberg war Baumwollimporteur, wohnte überwiegend in Bremen, wo er die Firma Pferdmenges, Preyer & Co. besaß. Zeitweise wohnte er auch in Liverpool am Sitz der Niederlassung seines Unternehmens. Weitere Niederlassungen bestanden in London, New Orleans und Savannah (Georgia). Zudem war Alfred Niepenberg bis 1918 Mitglied der Baumwollbörsen in New York und New Orleans (Louisiana), wohin er gelegentlich auch von seiner Schwester Hulda begleitet wurde. Die Börsenzulassungen wurden ihm nach Ende des Ersten Weltkriegs als Bürger eines Feindstaates aberkannt. | 51° 9′ 55,3″ N, 6° 56′ 23,8″ O | 39/23   |
|                | Peters, Friedrich († 1884)                                                                                                  | Drucker und Zeitungsverleger | 51° 9′ 55,5″ N, 6° 56′ 23,1″ O | 39/13   |
| weitere Bilder | Pfarrer der evangelischen Kirchengemeinde                                                                                   | - Hellmut Klingbeil (* 8. Dezember 1898 in Düsseldorf; † 4. Dezember 1957) - Helmut Lange (* 15. September 1912; † 11. März 1999) - Helmut Nau (* 26. Juli 1907; † 16. August 1987) | 51° 9′ 58,6″ N, 6° 56′ 30,2″ O |         |
| weitere Bilder | Pfarrer der katholischen Kirchengemeinde                                                                                    | Ein schwarzes Kreuz-Monument bildet den Mittelpunkt der Grabstätte. Dieses Monument gehörte ursprünglich zum Grab des 1917 verstorbenen Pfarrers Robert Schmitz. 1929 wurde es zum allgemeinen Kreuz für die Pfarrer umgestaltet. Alle übrigen zuvor vorhandenen Einzelgrabsteine wurden entfernt und durch einheitlich gestaltete Steinkissen ersetzt, die danach bis 2020 verstorbenen erhielten ebensolche Grabsteine. - Robert Schmitz (* 31. Januar 1836 in Jackerath; † 6. Mai 1917) - Jacob Hochgürtel (* 9. Mai 1845 in Kuchenheim; † 16. Januar 1887) - Wilhelm Bergheim (* 21. Mai 1902 in Köln; † 18. Juni 1955) - Karl Plettenberg (* 7. Juni 1903 in Bergisch Gladbach; † 2. Januar 1959) - Hans Thomé (* 19. Juni 1908 in Gräfrath; † 29. Juni 1991 in Hellenthal-Reifferscheid) - Johannes Schiffels (* 6. Juni 1909 in Elberfeld; † 25. Sept. 1971) - Heinrich Zumbé (* 23. Dezember 1912 in Neuss; † 12. Oktober 1999 in Winterberg) - Hermann-Josef Kremer (* 23. Dezember 1931 in Bensberg; † 4. Juli 2015) - Klaus Theis (* 17. März 1936 in Wuppertal; † 22. Juli 2020) - Günter Ottenberg (* 13. Dezember 1936 in Köln; † 19. Dezember 2024)                                                 | 51° 9′ 57,9″ N, 6° 56′ 27,1″ O |         |
|                | Rauen, Karl († 1915), Martha, Elisabeth, Werner Rauen                                                                       | Geschäftsmann | 51° 9′ 55,8″ N, 6° 56′ 28,4″ O | 39/19   |
|                | Reinartz, Nikolaus († 1909)                                                                                                 | Fabrikant von alkoholfreien Essenzen an der Lindenstraße | 51° 9′ 54,7″ N, 6° 56′ 22″ O   | 39/16   |
|                | Schmald, Friedel († 2002)                                                                                                   | Auf dem liegenden kleinen Grabstein in Buchform ist die Miniatur eines VW-Käfers zu sehen, denn Friedel Schmald war Fahrlehrer in der Zeit, als in Deutschland dieser Autotyp mit Abstand am häufigsten anzutreffen war. | 51° 9′ 52,8″ N, 6° 56′ 35″ O   |         |
|                | Schneider, Anton (* 13. März 1847 in Großrechtenbach bei Wetzlar; † 14. Mai 1910 in Hilden)                                 | Anton Schneider war von 1870 bis 1910 der erste Hauptlehrer der ev. Volksschule Richrather Straße in Hilden. Als Festschrift zur Einweihung des alten Rathauses an der Mittelstraße verfasster er im Jahr 1900 das Buch Beiträge zur Geschichte von Hilden und Haan und deren Umgebung. In der Nähe seiner Schule wurde der Anton-Schneider-Weg nach ihm benannt. | 51° 9′ 55,1″ N, 6° 56′ 24,5″ O |         |
|                | Schroeder, Mathias Ludwig (* 28. April 1904 in Malstatt-Burbach bei Saarbrücken; † 5. Mai 1950 in Hilden/Rheinland)         | Mathias Ludwig Schroeder war ein deutscher Handwerker und Schriftsteller. | 51° 9′ 54,9″ N, 6° 56′ 26,1″ O |         |
|                | Seiffert, Karl | Fabrikant: Schleifmittelfabrik an der Dieselstraße | 51° 9′ 55,5″ N, 6° 56′ 23,8″ O |         |
|                | Spindler, Paul | Die Firma Kampf & Spindler, 1832 als Kontor für Heimweber in Elberfeld gegründet und 1970 als Paul-Spindler-Werke KG in Hilden geschlossen, entwickelte sich während der 138-jährigen Firmengeschichte von einem im Verlagssystem arbeitenden Vertrieb von handgewebten Seidenerzeugnissen zu einem vollstufig vertikal organisierten Industrieunternehmen, das vom Rohstoff beginnend Textilerzeugnisse in vier Städten herstellte und in seiner Blütezeit europaweit vermarktete. | 51° 9′ 55,7″ N, 6° 56′ 32,6″ O |         |
|                | Strangmeier, Heinrich (9. Januar 1899 – 30. Juni 1986)                                                                      | Leiter der Stadtbibliothek und des Stadtarchivs. Als 1933 Bücher verbrannt werden sollten, fingierte Heinrich Strangmeier, damals Leiter der Stadtbücherei, einen Verkauf der verbotenen Bücher. Er zahlte das Geld aus eigener Tasche und versteckte die Bücher vor den Nazis. Er war Dezernent für das Kultur- und Schulwesen. | 51° 9′ 53,1″ N, 6° 56′ 34,5″ O |         |
|                | Thiele, Heinrich | Direkt nebeneinander liegen die Grabstätten von Heinrich Strangmeier und Heinrich Thiele. NS-Ortsgruppenleiter Heinrich Thiele war während des Dritten Reiches der mächtigste Mann in Hilden, gewalttätig, jähzornig, unberechenbar. Er bereicherte sich persönlich und starb 1968 mit 74 Jahren. Für seine Untaten und Verbrechen wurde er nie zur Rechenschaft gezogen. | 51° 9′ 53,2″ N, 6° 56′ 34,3″ O |         |
| weitere Bilder | Thun-Hohenstein | Von weitem leuchtet der schneeweiße Engel auf dem Grab von Karin Reichsgräfin von Thun und Hohenstein-Jüttner († 2007). Er gehört zu den größten Skulpturen des Friedhofs. | 51° 9′ 51,4″ N, 6° 56′ 30,8″ O | 39/17   |
|                | Tillmann, Michael | Gastwirt des Restaurants Haus Tillmann an der Richrather Straße | 51° 9′ 55,3″ N, 6° 56′ 23,4″ O | 39/17   |
|                | Vervoort, Gert und Niele | | 51° 9′ 54,3″ N, 6° 56′ 27,9″ O |         |
|                | Vogelsang, Familie | Die Bestatteten sind Nachfahren des ebenfalls auf dem Obelisken aus schwarzem Marmor aufgeführten Johann Peter Vogelsang (* 7. September 1806; † 26. Februar 1878), Gründer der heute zum Wilhelm-Fabry-Museum gehörenden Kornbrennerei. | 51° 9′ 54,7″ N, 6° 56′ 23″ O   | 39/03   |
|                | Volmer, Heinrich († 1900)                                                                                                   | Landwirt in der Meide | 51° 9′ 56,8″ N, 6° 56′ 24,1″ O | 39/10   |
|                | Zimmermann, Hermann († 1921)                                                                                                | Rektor der evangelischen Volksschule an der Schulstraße | 51° 9′ 53,4″ N, 6° 56′ 25,3″ O | 39/04   |
|                | Zimmermann, Otto († 1912)                                                                                                   | Metzgermeister Otto Zimmermann bot Fleisch- und Wurstwaren in seiner Rind- und Schweinemetzgerei an der Mittelstraße 45, gegenüber dem Rathaus, an. Die Plastik „Sitzende Trauernde“ stammt vom italienischen Bildhauer Alfredo Neri (* 1862). | 51° 9′ 54,5″ N, 6° 56′ 21,5″ O | 39/09   |
|                | Kreuz zum Gedenken an die anonym Beerdigten                                                                                 | Hier wird mit Blumen und Kränzen der anonym Beerdigten gedacht, die keinen direkten Ort haben, an dem ein Gedenken möglich ist. | 51° 9′ 56,6″ N, 6° 56′ 23,2″ O |         |
|                | Eingangsportal Hauptfriedhof Hilden (seit 1807)                                                                             | Eingangsportal zum 1807 angelegten Friedhof | 51° 9′ 56,2″ N, 6° 56′ 21,7″ O | 39b     |